# ティピタパ
ティピタパ(スペイン語：Tipitapa)は、ニカラグアのマナグア県の都市。
2015年の人口は12万4540人で、国内3位。
マナグア湖とニカラグア湖の間に位置する。

## 歴史
最初は先住民のチョロテガス人の集落が有った。
1775年、スペイン人地主のDon Juan Bautista Almendarezが現在の位置に町を移転した。
当時の人口は1211人だったが、疫病や内戦によって他都市に移住する者もいた。
1927年5月4日、第一次ニカラグア内戦で争う改革派と保守派が、ティピタパで黒棘条約を結んだ。
1929年、アメリカ政府がティピタパにヘンリー・スティムソンを派遣し、「ヴィジャ・スティムソン」と一方的に改名した。
1961年、「ティピタパ」に名前が戻された。

## 文化
1月6日～30日にかけて、守護聖人のエスキプラスを祀る。